# Морская пехота Кубы
Морская пехота (исп. Infanteria de Marina) — род войск в составе военно-морских сил Республики Куба.

## История
В ходе реформирования организационно-штатной структуры вооружённых сил Кубы в 1978—1979 годы были сформированы три роты морской пехоты (по 70 военнослужащих в каждой роте), вооружённые советским стрелковым оружием и автомобильной техникой (изначально — несколько грузовиков ГАЗ-66, затем были получены внедорожники УАЗ-469).
В 1979 году подразделение морской пехоты в парадной форме моряков военно-морского флота впервые участвовало в военном параде в Гаване, однако повседневной формой морских пехотинцев была сначала общевойсковая форма оливково-зелёного цвета, а в дальнейшем — пятнистый «тропический» камуфляж.
Личный состав проходил не только общевойсковую военную подготовку, но и обучался партизанским действиям (к которым следовало перейти в случае военного вторжения на Кубу войск США и их союзников). Летом 1980 года вместе с военнослужащими других подразделений кубинской армии морские пехотинцы обеспечивали охрану порта Мариель, через который всем желающим было разрешено эмигрировать в США (на случай возможной провокации со стороны США).
В начале 1990-х годов началось сокращение численности вооружённых сил страны (в том числе, флота и морской пехоты), значительная часть вооружения и военной техники была законсервирована и поставлена на хранение, часть автотранспорта была передана в гражданский сектор экономики, часть авиатехники — в гражданскую авиацию.
В 2008 году морская пехота насчитывала два десантно-штурмовых батальона общей численностью 550 человек.
В начале 2011 года морская пехота насчитывала два десантно-штурмовых батальона общей численностью 550 человек.

## Современное состояние
В конце 2017 года морская пехота представляла собой отдельный полк сокращённого состава (в составе которого были штаб и два батальона морской пехоты).
Личный состав обмундирован в пятнистый камуфляж местного производства и армейские ботинки, элементом парадной формы одежды является берет чёрного цвета.